# Erythroxylum acranthum
Erythroxylum acranthum là một loài thực vật thuộc họ Erythroxylaceae. Đây là loài đặc hữu của Seychelles. Chúng hiện đang bị đe dọa vì mất môi trường sống.